# Daniel Carroll (rugbysta)

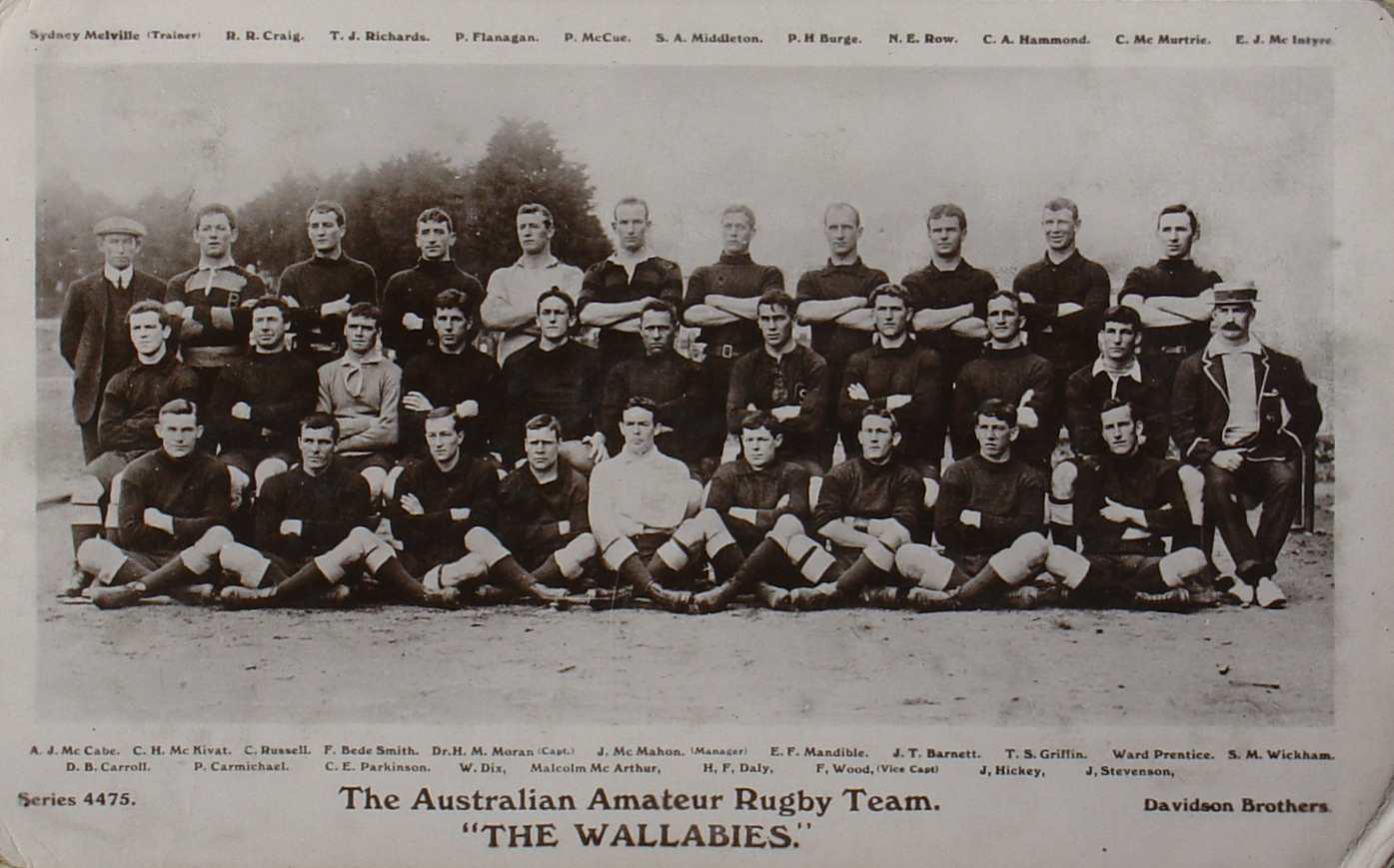
Wallabies z 1908 roku

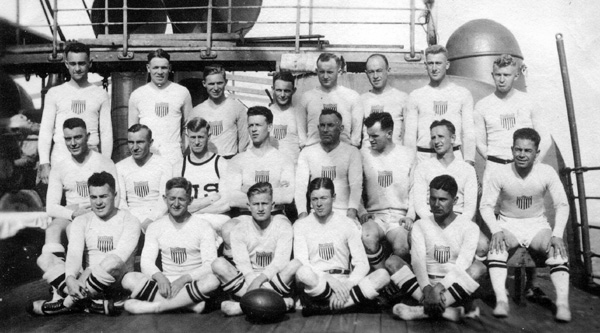
Olimpijska reprezentacja USA z 1920 roku

Daniel Brendon Carroll (ur. 17 listopada 1888 w Melbourne, zm. 5 sierpnia 1956 w Nowym Orleanie) – rugbysta podczas kariery sportowej reprezentujący Australię i Stany Zjednoczone, dwukrotny złoty medalista olimpijski w tej dyscyplinie sportu i jedyny, który uczynił to w barwach dwóch państw.

## Życiorys
Urodził się na przedmieściach Melbourne we Flemington. Jego rodzina następnie przeniosła się do Sydney. W trakcie australijskiej kariery sportowej grał w zespołach St. Aloysius College oraz St George RC, studiując jednocześnie stomatologię na uniwersytecie w Sydney. Został także wybrany do stanowej drużyny Nowej Południowej Walii, w której rozegrał piętnaście spotkań, m.in. występując z nią przeciw Queensland oraz British and Irish Lions podczas ich tournée do Australii i Nowej Zelandii.
W latach 1908–1909 wziął udział w pierwszym w historii tournée reprezentacji Australii do Europy i Ameryki Północnej. Zagrał także w odbywającym się wówczas turnieju rugby union na Letnich Igrzyskach Olimpijskich 1908. W rozegranym 26 października 1908 roku na White City Stadium spotkaniu Australijczycy występujący w barwach Australazji pokonali Brytyjczyków 32–3. Jako że był to jedyny mecz tych zawodów, oznaczało to zdobycie złotego medalu przez zawodników z Australazji.
W testmeczu zadebiutował w grudniu tego samego roku przeciw Walijczykom. Znalazł się również w składzie Australijczyków podczas kolejnego tournée do Ameryki Północnej w 1912 roku, gdzie m.in. zagrał w jedynym testmeczu z USA. Łącznie w reprezentacji Australii w latach 1908–1912 rozegrał zatem dwa oficjalne spotkania międzypaństwowe zdobywając trzy punkty.
Pozostał w Kalifornii i studiując geologię na Stanford University występował w latach 1912–1916 w sekcji rugby Stanford Cardinal, trenując również piłkę nożną. Już w 1913 roku otrzymał powołanie do reprezentacji Stanów Zjednoczonych na spotkanie z All Blacks.
Podczas I wojny światowej służył w piechocie w AEF i otrzymał Krzyż Wybitnej Służby oraz Purpurowe Serce za walki we Francji. W 1919 roku wystąpił w żołnierskich Inter-Allied Games.
Powrócił następnie na studia i ukończył je w 1920 roku, po czym został grającym trenerem Cardinal. W tej samej roli uczestniczył z kadrą złożoną w większości ze studentów uniwersytetów Santa Clara, Berkeley i Stanford w turnieju rugby union na Letnich Igrzyskach Olimpijskich 1920. W rozegranym 5 września 1920 roku na Stadionie Olimpijskim spotkaniu amerykańska drużyna pokonała faworyzowanych Francuzów 8–0. Podobnie jak osiem lat wcześniej był to jedyny mecz tych zawodów, co oznaczało zdobycie złotego medalu przez zawodników z Ameryki Północnej.
Przeciw Francuzom zagrał także 10 października 1920 roku, co oznaczało, że łącznie w reprezentacji Stanów Zjednoczonych w latach 1913–1920 rozegrał trzy spotkania nie zdobywając punktów.
Studiował następnie na University of Oxford oraz w Royal School of Mines, a w 1921 roku związał się z firmą Standard Oil, w której pozostał do emerytury. W 1927 roku poślubił Helen Warden, z którą miał syna Daniela, po jej śmierci w 1941 roku ożenił się zaś powtórnie.
Do World Rugby Hall of Fame został przyjęty w 2012 roku wraz z pozostałymi amerykańskimi złotymi medalistami w rugby union, zaś indywidualnie w roku 2016.